# Flughafen Mykonos

i8
i11
i13

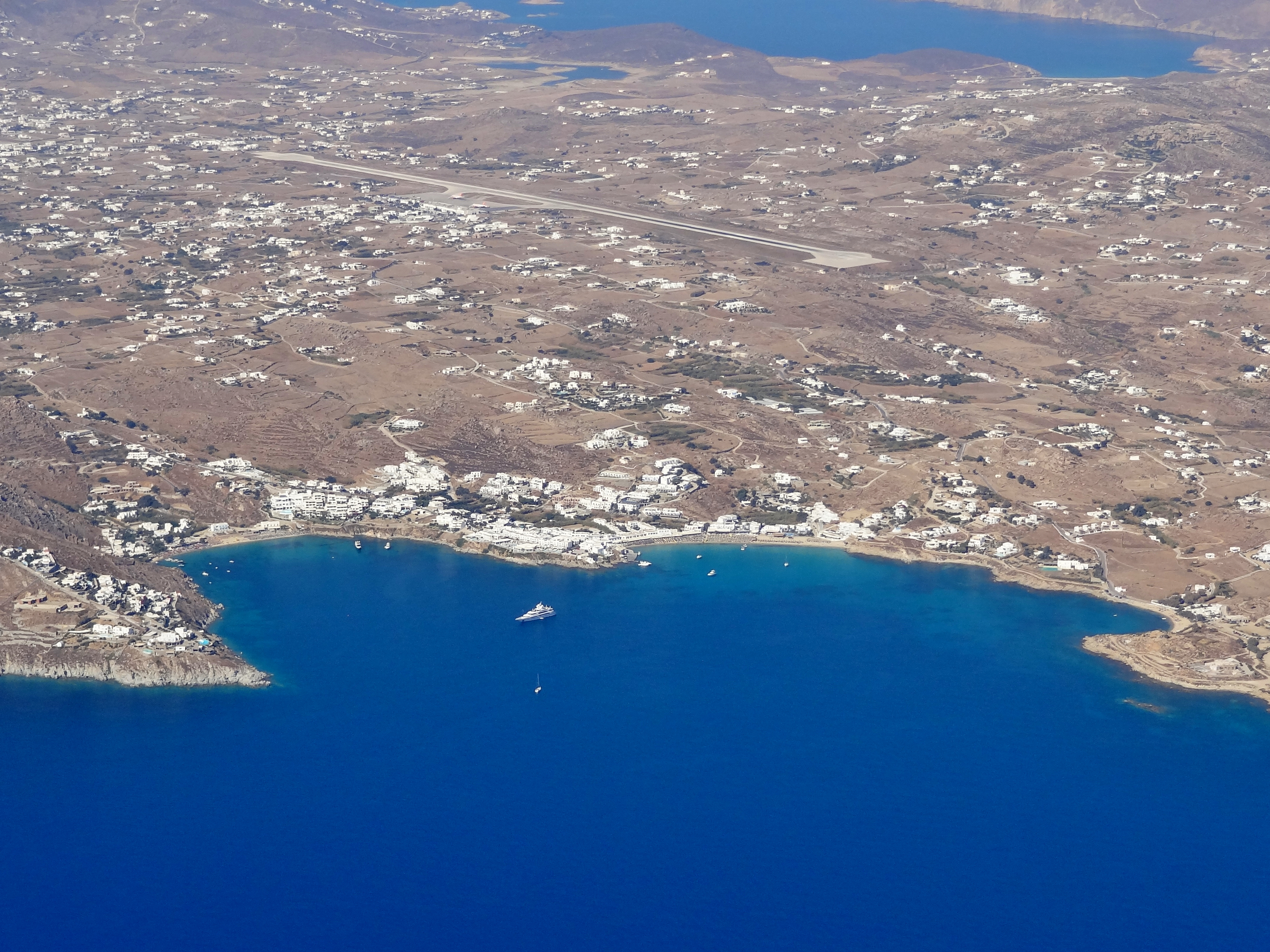
Blick auf den Flughafen Mykonos von Südwesten aus über die Strände von Psarrou (links) und Platys Gialos

Der Flughafen Mykonos (griechisch: Κρατικός Αερολιμένας Μυκόνου, (IATA-Code: JMK, ICAO-Code: LGMK)) ist ein griechischer Flughafen auf der Insel Mykonos in Griechenland. Er liegt etwa vier Kilometer außerhalb des Hauptortes. Der Flugbetrieb wurde im Juni 1971 aufgenommen.
Neben dem Flughafen Santorin ist er einer der beiden Flughäfen der Kykladen mit internationalen Verbindungen.

## Lage und Anbindung
Der Flughafen liegt im Herzen von der Insel Mykonos, etwa 4 km vom Hauptort entfernt. Die Stadt ist auch mit dem Stadtbusverkehr von KTEL Mykonos zu erreichen. Mit ihm kann man auch zum „Paradise Beach“ und zum neuen Hafen (Tourlos) fahren. In unmittelbarer Nähe des Flughafens befinden sich auch Autovermietungen.

## Geschichte
Während der Nebensaison hat der Flughafen begrenzte Flugverbindungen und Betriebszeiten. Im Hochsommer bestehen zahlreiche internationale Verbindungen.
Im Dezember 2015 wurde die Privatisierung des Flughafens Mykonos und 13 weiterer griechischer Regionalflughäfen mit der Unterzeichnung einer Vereinbarung zwischen dem Joint Venture zwischen der Fraport AG und der Copelouzos Group und dem staatlichen Privatisierungsfonds abgeschlossen. Die Konzession hat eine Laufzeit von 40 Jahren ab dem Zeitpunkt der Betriebsübernahme am 11. April 2017 und umfasst die Festlandflughäfen Thessaloniki, Aktion und Kavala sowie die Flughäfen auf den Inseln Kreta (Chania), Kefalonia, Korfu, Kos, Mykonos, Mytilini, Rhodos, Samos, Santorin, Skiathos und Zakynthos.
Fraport hat mit dem Management des Flughafens am 11. April 2017 begonnen.  Am 22. März 2017 legte Fraport-Griechenland seinen Masterplan für die 14 Regionalflughäfen einschließlich des Flughafens Mykonos vor. Sofortmaßnahmen, die auf den Flughäfen durchgeführt werden, sobald Fraport Greece vor dem Start der Sommersaison 2017 den Betrieb aufnimmt, gehören allgemeine Aufräumarbeiten, kürzere Wartezeiten beim Einchecken und weniger Flugverspätungen sowie die Modernisierung der sanitären Einrichtungen als Verbesserung der Dienste und bietet neue kostenlose Internetverbindung (WiFi). Im Jahr 2021 beendete Fraport die Arbeiten am Flughafen von Mykonos.

## Start und Landebahn
Aufgrund der vielen Hügel, die sich auf Mykonos befinden, sind Landungen schwieriger als auf vielen anderen Flughäfen. Außerdem ist die Landebahn 16/34 auf Mykonos im Vergleich zu anderen Verkehrsflughäfen mit 1900 m zwar vergleichsweise kurz, jedoch ausreichend, um Mittelstrecken Jets der Airbus A320- oder Boeing 737 Familie aufzunehmen.

## Fluggesellschaften und Ziele
Es bestehen auch in der Nebensaison regelmäßige Verbindungen nach Athen.
Im Jahr 2018 wurden in der Sommersaison Verbindungen zu den deutschsprachigen Flughäfen Berlin, Düsseldorf, Frankfurt, Hamburg, Köln/Bonn, München, Wien und Zürich angeboten.